# 2010-es Tour de Romandie
A 2010-es Tour de Romandie a 64. volt 1947 óta. 2010. április 27-én kezdődött Lausanne-ben és május 2-án ért véget Sion-ban. A verseny része a 2010-es UCI-világranglistának és 6 szakaszból állt. Az összetett versenyt Simon Špilak nyerte meg Denis Menchov és Michael Rogers előtt.

## Részt vevő csapatok
20 csapat vett részt a versenyen.

 AG2R La Mondiale ·   Astana Pro Team ·   BMC Racing Team ·   Caisse d'Epargne ·   Cervélo ·   Euskaltel-Euskadi ·   Footon-Servetto ·   Francaise des Jeux ·   Garmin-Transitions ·   Lampre-Farnese Vini ·   Liquigas-Doimo ·  Omega Pharma-Lotto ·  Quick Step ·  Rabobank ·   Team HTC-Columbia ·   Katusha Team ·   Milram ·   Team RadioShack ·   Saxo Bank ·   Sky Procycling

## Szakaszok
2010-ben a verseny 6 szakaszból állt.
| Szakasz | Dátum       | Útvonal                               | Hossz    | Győztes        |
| ------- | ----------- | ------------------------------------- | -------- | -------------- |
| Prológ  | április 27. | Lausanne - Lausanne (Egyéni időfutam) | 4,3 km   | Marco Pinotti  |
| 1.      | április 28. | Porrentruy - Fleurier                 | 175,6 km | Peter Sagan    |
| 2.      | április 29. | Fribourg - Fleurier                   | 171,8 km | Mark Cavendish |
| 3.      | április 30. | Moudon - Moudon (Egyéni időfutam)     | 23,4 km  | Richie Porte   |
| 4.      | május 1.    | Vevey - Châtel-Saint-Denis            | 157,9 km | Simon Špilak   |
| 5.      | május 2.    | Sion - Sion                           | 121,8 km | Igor Anton     |

## Összetett táblázat
|    | Versenyző              | Csapat              | Idő       |
| -- | ---------------------- | ------------------- | --------- |
| 1  | Simon Špilak (SLO)     | Lampre-Farnese Vini | 17:38:06  |
| 2  | Denis Menchov (RUS)    | Rabobank            | +00:00:10 |
| 3  | Michael Rogers (AUS)   | Team HTC-Columbia   | +00:00:24 |
| 4  | Vladimir Karpets (RUS) | Katusha Team        | +00:00:31 |
| 5  | Janez Brajkovic (SLO)  | Team RadioShack     | +00:00:42 |
| 6  | Tiago Machado (POR)    | Team RadioShack     | +00:01:05 |
| 7  | Marco Pinotti (ITA)    | Team HTC-Columbia   | +00:01:16 |
| 8  | Marcel Wyss (SUI)      | Cervelo             | +00:01:17 |
| 9  | Igor Anton (ESP)       | Euskaltel-Euskadi   | +00:01:23 |
| 10 | Richie Porte (AUS)     | Saxo Bank           | +00:01:59 |

## Összegzés
| Szakasz (győztes)         | Összetett verseny · | Hegyi pontverseny · | Pontverseny · | Fiatalok versenye · | Csapatverseny     |
| ------------------------- | ------------------- | ------------------- | ------------- | ------------------- | ----------------- |
| Prológ Marco Pinotti      | Marco Pinotti       |                     |               | Peter Sagan         | Team HTC-Columbia |
| 1. szakasz Peter Sagan    | Peter Sagan         | Thibaut Pinot       | Chad Beyer    | Peter Sagan         | Team HTC-Columbia |
| 2. szakasz Mark Cavendish | Peter Sagan         | Thibaut Pinot       | Chad Beyer    | Peter Sagan         | Team HTC-Columbia |
| 3. szakasz Richie Porte   | Michael Rogers      | Thibaut Pinot       | Chad Beyer    | Artem Ovechkin      | Katusha Team      |
| 4. szakasz Simon Špilak   | Michael Rogers      | Thibaut Pinot       | Chad Beyer    | Simon Špilak        | Caisse d'Epargne  |
| 5. szakasz Igor Anton     | Simon Špilak        | Thibaut Pinot       | Chad Beyer    | Simon Špilak        | Team RadioShack   |
| Végeredmény               | Simon Špilak        | Thibaut Pinot       | Chad Beyer    | Simon Špilak        | Team RadioShack   |